# Аууфер
Аууфер (нем. Auufer) — община в Германии, в земле Шлезвиг-Гольштейн. 
Входит в состав района Штайнбург. Подчиняется управлению Келлингхузен-Ланд.  Население составляет 143 человека (на 31 декабря 2010 года). Занимает площадь 5,12 км².